# Paris-Roubaix Femmes 2022
La 2a edició de la Paris-Roubaix Femmes es va celebrar el 16 d'abril de 2022. Formava part del circuit UCI Women's World Tour 2022 i va ser guanyada per l'italiana Elisa Longo Borghini.

## Recorregut
La cursa presentava el mateix recorregut que en l'edició precedent, amb l'única diferència que les corredores havien de fer una volta més (4) al circuit inicial al voltant de Denain. Per tant, la seva distància augmentava 8 quilòmetres, fins als 124,7. D'aquests, 29,2 es van recórrer per 17 sectors de pavé.

## Equips
| UCI Women's WorldTeams (14)- Canyon-SRAM Racing - EF Education-TIBCO-SVB - FDJ Nouvelle Aquitaine Futuroscope - Human Powered Health - Liv Racing Xstra - Movistar Team - Roland Cogeas-Edelweiss Squad - Team BikeExchange-Jayco - Team DSM - Team Jumbo-Visma - SD Worx - Trek-Segafredo - UAE Team ADQ - Uno-X Pro Cycling Team UCI Women's continental teams (10)- Ceratizit-WNT Pro Cycling - Parkhotel Valkenburg - Valcar-Travel & Service - Arkéa Pro Cycling Team - Cofidis - Le col-Wahoo - AG Insurance NXTG - Plantur-Pura - Stade Rochelais Charente-Maritime - St Michel-Auber 93 |
| |

## Favorites
La campiona de l'edició de 2021, Lizzie Deignan, no podia revalidar el seu triomf, ja que estava embarassada i no hi participava. Així doncs, les principals candidates al triomf eren Lotte Kopecky (SD Worx), que s'havia imposat a la Strade Bianche i el Tour de Flandes; la líder de la classificació de l'UCI World Tour i campiona del món, Elisa Balsamo (Trek-Segafredo), les corredores del Movistar Annemiek van Vleuten i Emma Norsgaard; Marianne Vos (Jumbo-Visma) o Marta Cavalli (FDJ-Nouvelle Aquitaine-Futuroscope).

## Desenvolupament de la cursa
Després que l'escapada inicial fos atrapada a falta de 61 quilòmetres per l'arribada, Lotte Kopecky (SD Worx) i Marta Bastianelli (UAE Team ADQ) van atacar durant el sector d'Auchy les Orchies. Lucinda Brand (Trek-Segafredo) es va afegir ràpidament al grup capdavanter mentre, per darrere, la campiona de món Elisa Balsamo (Trek-Segafredo) va ser desqualificada quan intentava regrupar-se al pilot després de punxar una roda, ja que va passar massa estona agafada a un bidó que li oferia el seu director esportiu.
Just quan el trio escapat era atrapat pel pilot, Elisa Longo Borghini (Trek-Segafredo) va atacar i es va escapar en solitari a falta de 34 quilòmetres. L'atac de la campiona italiana va ser fructífer i va arribar sola al velòdrom de Roubaix. Lotte Kopecky es va imposar a l'esprint pel segon lloc a Lucinda Brand, qui completava el podi, Elise Chabbey (Canyon-SRAM Racing), Marta Cavalli (FDJ-Nouvelle Aquitaine-Futuroscope), Floortje Mackaij (Team DSM) i Ellen van Dijk (Trek-Segafredo).
Es dona la circumstància que, com en l'edició anterior, la campiona de la prova fou una corredora del Trek-Segafredo que no tenia la condició de líder; però que va poder triomfar gràcies a imprevistos de les seves companyes.

## Classificació

### Classificació general
| \| Classificació general \| Classificació general \| Classificació general \| Classificació general \| Classificació general \| \| Ciclista \| Ciclista \| Equip \| Temps \| \| \| --------------------- \| --------------------------- \| ---------------------------------- \| --------------------- \| --------------------- \| \| 1r \| Elisa Longo Borghini \| Trek-Segafredo \| 3h 10' 54" \| \| \| 2n \| Lotte Kopecky \| SD Worx \| + 23" \| \| \| 3r \| Lucinda Brand \| Trek-Segafredo \| + 23" \| \| \| 4t \| Elise Chabbey \| Canyon-SRAM Racing \| + 23" \| \| \| 5è \| Marta Cavalli \| FDJ-Nouvelle Aquitaine-Futuroscope \| + 23" \| \| \| 6è \| Floortje Mackaij \| Team DSM \| + 23" \| \| \| 7è \| Ellen van Dijk \| Trek-Segafredo \| + 23" \| \| \| 8è \| Chantal van den Broek-Blaak \| SD Worx \| + 32" \| \| \| 9è \| Pfeiffer Georgi \| Team DSM \| + 2' 22" \| \| \| 10è \| Sandra Alonso Domínguez \| Ceratizit-WNT Pro Cycling \| + 2' 22" \| \| |                             |                                    |            |
| |                             |                                    |            |
| Font: ProCyclingStats |                             |                                    |            |
| Classificació general |                             |                                    |            |
| Ciclista | Ciclista                    | Equip                              | Temps      |
| 1r | Elisa Longo Borghini        | Trek-Segafredo                     | 3h 10' 54" |
| 2n | Lotte Kopecky               | SD Worx                            | + 23"      |
| 3r | Lucinda Brand               | Trek-Segafredo                     | + 23"      |
| 4t | Elise Chabbey               | Canyon-SRAM Racing                 | + 23"      |
| 5è | Marta Cavalli               | FDJ-Nouvelle Aquitaine-Futuroscope | + 23"      |
| 6è | Floortje Mackaij            | Team DSM                           | + 23"      |
| 7è | Ellen van Dijk              | Trek-Segafredo                     | + 23"      |
| 8è | Chantal van den Broek-Blaak | SD Worx                            | + 32"      |
| 9è | Pfeiffer Georgi             | Team DSM                           | + 2' 22"   |
| 10è | Sandra Alonso Domínguez     | Ceratizit-WNT Pro Cycling          | + 2' 22"   |

## Llista de les participants
| Trek-Segafredo TFS | Trek-Segafredo TFS                | Trek-Segafredo TFS |
| ------------------ | --------------------------------- | ------------------ |
| Núm                | Ciclista                          | Pos                |
| 1                  | Elisa Balsamo (ITA) (ruta)        | DNF                |
| 2                  | Lucinda Brand (NED)               | 3r                 |
| 3                  | Audrey Cordon-Ragot (FRA)         | 27è                |
| 4                  | Chloe Hosking (AUS)               | 76è                |
| 5                  | Elisa Longo Borghini (ITA) (ruta) | 1r                 |
| 6                  | Ellen van Dijk (NED) (ruta)       | 7è                 |

| Team Jumbo-Visma TJV | Team Jumbo-Visma TJV   | Team Jumbo-Visma TJV |
| -------------------- | ---------------------- | -------------------- |
| Núm                  | Ciclista               | Pos                  |
| 11                   | Marianne Vos (NED)     | DNF                  |
| 12                   | Teuntje Beekhuis (NED) | 14è                  |
| 13                   | Romy Kasper (GER)      | 19è                  |
| 14                   | Riejanne Markus (NED)  | 31è                  |
| 15                   | Linda Riedmann (GER)   | DNF                  |
| 16                   | Coryn Labecki (USA)    | 24è                  |

| SD Worx SDW | SD Worx SDW                       | SD Worx SDW |
| ----------- | --------------------------------- | ----------- |
| Núm         | Ciclista                          | Pos         |
| 21          | Lotte Kopecky (BEL) (ruta)        | 2n          |
| 22          | Elena Cecchini (ITA)              | DNF         |
| 23          | Roxane Fournier (FRA)             | 47è         |
| 24          | Christine Majerus (LUX) (ruta)    | 26è         |
| 25          | Uneken Lonneke (NED)              | 98è         |
| 26          | Chantal van den Broek-Blaak (NED) | 8è          |

| UAE Team ADQ UAD | UAE Team ADQ UAD           | UAE Team ADQ UAD |
| ---------------- | -------------------------- | ---------------- |
| Núm              | Ciclista                   | Pos              |
| 31               | Marta Bastianelli (ITA)    | 15è              |
| 32               | Maaike Boogaard (NED)      | 46è              |
| 33               | Eugenia Bujak (SLO) (ruta) | 66è              |
| 34               | Alena Ivanchenko (RUS)     | DNF              |
| 35               | Maria Novolodskaia (RUS)   | DNF              |
| 36               | Laura Tomasi (ITA)         | 79è              |

| Movistar Team MOV | Movistar Team MOV              | Movistar Team MOV |
| ----------------- | ------------------------------ | ----------------- |
| Núm               | Ciclista                       | Pos               |
| 41                | Emma Norsgaard (DEN)           | 11è               |
| 42                | Aude Biannic (FRA)             | 44è               |
| 43                | Jelena Erić (SRB) (ruta)       | 33è               |
| 44                | Alicia González Blanco (ESP)   | DNF               |
| 45                | Barbara Guarischi (ITA)        | 40è               |
| 46                | Lourdes Oyarbide Jiménez (ESP) | 81è               |

| Team DSM DSM | Team DSM DSM                 | Team DSM DSM |
| ------------ | ---------------------------- | ------------ |
| Núm          | Ciclista                     | Pos          |
| 51           | Lorena Wiebes (NED)          | 45è          |
| 52           | Pfeiffer Georgi (GBR) (ruta) | 9è           |
| 53           | Megan Jastrab (USA)          | 39è          |
| 54           | Charlotte Kool (NED)         | 85è          |
| 55           | Floortje Mackaij (NED)       | 6è           |
| 56           | Elise Uijen (NED)            | 64è          |

| FDJ-Nouvelle Aquitaine-Futuroscope FSF | FDJ-Nouvelle Aquitaine-Futuroscope FSF | FDJ-Nouvelle Aquitaine-Futuroscope FSF |
| -------------------------------------- | -------------------------------------- | -------------------------------------- |
| Núm                                    | Ciclista                               | Pos                                    |
| 61                                     | Marta Cavalli (ITA)                    | 5è                                     |
| 62                                     | Stine Borgli (NOR)                     | 63è                                    |
| 63                                     | Grace Brown (AUS)                      | 12è                                    |
| 64                                     | Eugénie Duval (FRA)                    | 72è                                    |
| 65                                     | Maëlle Grossetête (FRA)                | 35è                                    |
| 66                                     | Marie Le Net (FRA)                     | 28è                                    |

| Le Col-Wahoo DRP | Le Col-Wahoo DRP              | Le Col-Wahoo DRP |
| ---------------- | ----------------------------- | ---------------- |
| Núm              | Ciclista                      | Pos              |
| 71               | Marjolein van 't Geloof (NED) | 57è              |
| 72               | Eluned King (GBR)             | DNF              |
| 73               | Maria Martins (POR) (ruta)    | 37è              |
| 74               | Flora Perkins (GBR)           | DNF              |
| 75               | April Tacey (GBR)             | 91è              |
| 76               | Gladys Verhulst (FRA)         | 59è              |

| Arkéa Pro Cycling Team ARK | Arkéa Pro Cycling Team ARK    | Arkéa Pro Cycling Team ARK |
| -------------------------- | ----------------------------- | -------------------------- |
| Núm                        | Ciclista                      | Pos                        |
| 81                         | Lucie Jounier (FRA)           | 69è                        |
| 82                         | Amandine Fouquenet (FRA)      | 30è                        |
| 83                         | Typhaine Laurance (FRA)       | DNF                        |
| 84                         | Marie Morgane le Deunff (FRA) | DNF                        |
| 85                         | Anaïs Morichon (FRA)          | 36è                        |
| 86                         | Greta Richioud (FRA)          | DNF                        |

| Ceratizit-WNT Pro Cycling WNT | Ceratizit-WNT Pro Cycling WNT      | Ceratizit-WNT Pro Cycling WNT |
| ----------------------------- | ---------------------------------- | ----------------------------- |
| Núm                           | Ciclista                           | Pos                           |
| 91                            | Maria Giulia Confalonieri (ITA)    | 84è                           |
| 92                            | Sandra Alonso Domínguez (ESP)      | 10è                           |
| 93                            | Franziska Brauße (GER)             | 78è                           |
| 94                            | Marta Lach (POL)                   | 22è                           |
| 95                            | Kathrin Schweinberger (AUT) (ruta) | DNF                           |
| 96                            | Lara Vieceli (ITA)                 | DNF                           |

| Team BikeExchange-Jayco BEX | Team BikeExchange-Jayco BEX | Team BikeExchange-Jayco BEX |
| --------------------------- | --------------------------- | --------------------------- |
| Núm                         | Ciclista                    | Pos                         |
| 101                         | Jessica Allen (AUS)         | DNF                         |
| 102                         | Teniel Campbell (TTO)       | 42è                         |
| 103                         | Nina Kessler (NED)          | DNF                         |
| 104                         | Ruby Roseman-Gannon (AUS)   | 52è                         |

| Canyon-SRAM Racing CSR | Canyon-SRAM Racing CSR | Canyon-SRAM Racing CSR |
| ---------------------- | ---------------------- | ---------------------- |
| Núm                    | Ciclista               | Pos                    |
| 111                    | Alice Barnes (GBR)     | 34è                    |
| 112                    | Shari Bossuyt (BEL)    | 48è                    |
| 113                    | Elise Chabbey (SUI)    | 4t                     |
| 114                    | Tiffany Cromwell (AUS) | 16è                    |
| 115                    | Lisa Klein (GER)       | 77è                    |
| 116                    | Sarah Roy (AUS)        | 41è                    |

| Valcar-Travel & Service VAL | Valcar-Travel & Service VAL | Valcar-Travel & Service VAL |
| --------------------------- | --------------------------- | --------------------------- |
| Núm                         | Ciclista                    | Pos                         |
| 121                         | Chiara Consonni (ITA)       | 25è                         |
| 122                         | Alice Maria Arzuffi (ITA)   | DNF                         |
| 123                         | Karolina Kumięga (POL)      | 55è                         |
| 124                         | Silvia Persico (ITA)        | DNF                         |
| 125                         | Ilaria Sanguineti (ITA)     | DNF                         |
| 126                         | Margaux Vigie (FRA)         | 71è                         |

| Liv Racing Xstra LIV | Liv Racing Xstra LIV        | Liv Racing Xstra LIV |
| -------------------- | --------------------------- | -------------------- |
| Núm                  | Ciclista                    | Pos                  |
| 131                  | Valerie Demey (BEL)         | 21è                  |
| 132                  | Alison Jackson (CAN) (ruta) | 13è                  |
| 133                  | Katia Ragusa (ITA)          | 88è                  |
| 134                  | Silke Smulders (NED)        | DNF                  |
| 135                  | Amber van der Hulst (NED)   | 38è                  |

| AG Insurance NXTG AGI | AG Insurance NXTG AGI   | AG Insurance NXTG AGI |
| --------------------- | ----------------------- | --------------------- |
| Núm                   | Ciclista                | Pos                   |
| 141                   | Mylene de Zoete (NED)   | DNF                   |
| 142                   | Senne Knaven (BEL)      | DNF                   |
| 143                   | Gaia Masetti (ITA)      | 68è                   |
| 144                   | Ilse Pluimers (NED)     | 23è                   |
| 145                   | Maud Rijnbeek (NED)     | 53è                   |
| 146                   | Eline Van Rooijen (NED) | DNF                   |

| Parkhotel Valkenburg PHV | Parkhotel Valkenburg PHV  | Parkhotel Valkenburg PHV |
| ------------------------ | ------------------------- | ------------------------ |
| Núm                      | Ciclista                  | Pos                      |
| 151                      | Femke Markus (NED)        | 18è                      |
| 152                      | Leonie Bos (NED)          | DNF                      |
| 153                      | Mischa Bredewold (NED)    | 58è                      |
| 154                      | Lieke Nooijen (NED)       | DNF                      |
| 155                      | Kirstie van Haaften (NED) | DNF                      |
| 156                      | Sofie van Rooijen (NED)   | DNF                      |

| EF Education-TIBCO-SVB TIB | EF Education-TIBCO-SVB TIB | EF Education-TIBCO-SVB TIB |
| -------------------------- | -------------------------- | -------------------------- |
| Núm                        | Ciclista                   | Pos                        |
| 161                        | Letizia Borghesi (ITA)     | DNF                        |
| 162                        | Tanja Erath (GER)          | 87è                        |
| 163                        | Clara Honsinger (USA)      | 29è                        |
| 164                        | Emma Langley (USA)         | DNF                        |
| 165                        | Abi Smith (GBR)            | 54è                        |
| 166                        | Magdeleine Vallieres (CAN) | 74è                        |

| Cofidis COF | Cofidis COF                   | Cofidis COF |
| ----------- | ----------------------------- | ----------- |
| Núm         | Ciclista                      | Pos         |
| 171         | Martina Alzini (ITA)          | 50è         |
| 172         | Victoire Berteau (FRA)        | 17è         |
| 173         | Alana Castrique (BEL)         | 20è         |
| 174         | Valentine Fortin (FRA)        | DNF         |
| 175         | Cédrine Kerbaol (FRA)         | 60è         |
| 176         | Gabrielle Pilote Fortin (CAN) | DNF         |

| Plantur-Pura ___ | Plantur-Pura ___               | Plantur-Pura ___ |
| ---------------- | ------------------------------ | ---------------- |
| Núm              | Ciclista                       | Pos              |
| 181              | Sanne Cant (BEL)               | 62è              |
| 182              | Manon Bakker (NED)             | 80è              |
| 183              | Kim de Baat (BEL)              | DNF              |
| 184              | Julie De Wilde (BEL)           | DNF              |
| 185              | Marion Norbert Riberolle (BEL) | 97è              |
| 186              | Aniek van Alphen (NED)         | 73è              |

| St Michel-Auber 93 AUB | St Michel-Auber 93 AUB | St Michel-Auber 93 AUB |
| ---------------------- | ---------------------- | ---------------------- |
| Núm                    | Ciclista               | Pos                    |
| 191                    | Elodie Le Bail (FRA)   | DNF                    |
| 192                    | Alison Avoine (FRA)    | 89è                    |
| 193                    | Simone Boilard (CAN)   | 61è                    |
| 194                    | Perrine Clauzel (FRA)  | 67è                    |
| 195                    | Barbara Fonseca (FRA)  | 70è                    |
| 196                    | Margot Pompanon (FRA)  | 65è                    |

| Uno-X Pro Cycling Team UXT | Uno-X Pro Cycling Team UXT  | Uno-X Pro Cycling Team UXT |
| -------------------------- | --------------------------- | -------------------------- |
| Núm                        | Ciclista                    | Pos                        |
| 201                        | Anniina Ahtosalo (FIN)      | 56è                        |
| 202                        | Susanne Andersen (NOR)      | 43è                        |
| 203                        | Hannah Barnes (GBR)         | 83è                        |
| 204                        | Julie Leth (DEN)            | 32è                        |
| 205                        | Amalie Lutro (NOR)          | 86è                        |
| 206                        | Mie Bjørndal Ottestad (NOR) | 95è                        |

| Stade Rochelais Charente-Maritime CMW | Stade Rochelais Charente-Maritime CMW   | Stade Rochelais Charente-Maritime CMW |
| ------------------------------------- | --------------------------------------- | ------------------------------------- |
| Núm                                   | Ciclista                                | Pos                                   |
| 211                                   | India Grangier (FRA)                    | 92è                                   |
| 212                                   | Noémie Abgrall (FRA)                    | 96è                                   |
| 213                                   | Frances Janse van Rensburg (RSA) (ruta) | 93è                                   |
| 214                                   | Anastassia Kalessava (BLR)              | DNF                                   |
| 215                                   | Kristina Nenadovic (FRA)                | DNF                                   |
| 216                                   | Maëva Squiban (FRA)                     | DNF                                   |

| Human Powered Health HPW | Human Powered Health HPW | Human Powered Health HPW |
| ------------------------ | ------------------------ | ------------------------ |
| Núm                      | Ciclista                 | Pos                      |
| 221                      | Mieke Kröger (GER)       | 75è                      |
| 222                      | Henrietta Christie (NZL) | 90è                      |
| 223                      | Katie Clouse (USA)       | DNF                      |
| 224                      | Evy Kuijpers (NED)       | 82è                      |
| 225                      | Makayla MacPherson (USA) | DNF                      |
| 226                      | Lily Williams (USA)      | 49è                      |

| Roland Cogeas-Edelweiss Squad CGS | Roland Cogeas-Edelweiss Squad CGS | Roland Cogeas-Edelweiss Squad CGS |
| --------------------------------- | --------------------------------- | --------------------------------- |
| Núm                               | Ciclista                          | Pos                               |
| 231                               | Hannah Buch (GER)                 | DNF                               |
| 232                               | Tamara Balabolina (RUS)           | 51è                               |
| 233                               | Rotem Gafinovitz (ISR)            | 94è                               |
| 234                               | Diana Klímova (RUS)               | DNF                               |
| 235                               | Aline Seitz (SUI)                 | DNF                               |
| 236                               | Olga Zabelínskaia (UZB)           | DNF                               |

| Trek-Segafredo TFS | Trek-Segafredo TFS                | Trek-Segafredo TFS |
| ------------------ | --------------------------------- | ------------------ |
| Núm                | Ciclista                          | Pos                |
| 1                  | Elisa Balsamo (ITA) (ruta)        | DNF                |
| 2                  | Lucinda Brand (NED)               | 3r                 |
| 3                  | Audrey Cordon-Ragot (FRA)         | 27è                |
| 4                  | Chloe Hosking (AUS)               | 76è                |
| 5                  | Elisa Longo Borghini (ITA) (ruta) | 1r                 |
| 6                  | Ellen van Dijk (NED) (ruta)       | 7è                 |

| Team Jumbo-Visma TJV | Team Jumbo-Visma TJV   | Team Jumbo-Visma TJV |
| -------------------- | ---------------------- | -------------------- |
| Núm                  | Ciclista               | Pos                  |
| 11                   | Marianne Vos (NED)     | DNF                  |
| 12                   | Teuntje Beekhuis (NED) | 14è                  |
| 13                   | Romy Kasper (GER)      | 19è                  |
| 14                   | Riejanne Markus (NED)  | 31è                  |
| 15                   | Linda Riedmann (GER)   | DNF                  |
| 16                   | Coryn Labecki (USA)    | 24è                  |

| SD Worx SDW | SD Worx SDW                       | SD Worx SDW |
| ----------- | --------------------------------- | ----------- |
| Núm         | Ciclista                          | Pos         |
| 21          | Lotte Kopecky (BEL) (ruta)        | 2n          |
| 22          | Elena Cecchini (ITA)              | DNF         |
| 23          | Roxane Fournier (FRA)             | 47è         |
| 24          | Christine Majerus (LUX) (ruta)    | 26è         |
| 25          | Uneken Lonneke (NED)              | 98è         |
| 26          | Chantal van den Broek-Blaak (NED) | 8è          |

| UAE Team ADQ UAD | UAE Team ADQ UAD           | UAE Team ADQ UAD |
| ---------------- | -------------------------- | ---------------- |
| Núm              | Ciclista                   | Pos              |
| 31               | Marta Bastianelli (ITA)    | 15è              |
| 32               | Maaike Boogaard (NED)      | 46è              |
| 33               | Eugenia Bujak (SLO) (ruta) | 66è              |
| 34               | Alena Ivanchenko (RUS)     | DNF              |
| 35               | Maria Novolodskaia (RUS)   | DNF              |
| 36               | Laura Tomasi (ITA)         | 79è              |

| Movistar Team MOV | Movistar Team MOV              | Movistar Team MOV |
| ----------------- | ------------------------------ | ----------------- |
| Núm               | Ciclista                       | Pos               |
| 41                | Emma Norsgaard (DEN)           | 11è               |
| 42                | Aude Biannic (FRA)             | 44è               |
| 43                | Jelena Erić (SRB) (ruta)       | 33è               |
| 44                | Alicia González Blanco (ESP)   | DNF               |
| 45                | Barbara Guarischi (ITA)        | 40è               |
| 46                | Lourdes Oyarbide Jiménez (ESP) | 81è               |

| Team DSM DSM | Team DSM DSM                 | Team DSM DSM |
| ------------ | ---------------------------- | ------------ |
| Núm          | Ciclista                     | Pos          |
| 51           | Lorena Wiebes (NED)          | 45è          |
| 52           | Pfeiffer Georgi (GBR) (ruta) | 9è           |
| 53           | Megan Jastrab (USA)          | 39è          |
| 54           | Charlotte Kool (NED)         | 85è          |
| 55           | Floortje Mackaij (NED)       | 6è           |
| 56           | Elise Uijen (NED)            | 64è          |

| FDJ-Nouvelle Aquitaine-Futuroscope FSF | FDJ-Nouvelle Aquitaine-Futuroscope FSF | FDJ-Nouvelle Aquitaine-Futuroscope FSF |
| -------------------------------------- | -------------------------------------- | -------------------------------------- |
| Núm                                    | Ciclista                               | Pos                                    |
| 61                                     | Marta Cavalli (ITA)                    | 5è                                     |
| 62                                     | Stine Borgli (NOR)                     | 63è                                    |
| 63                                     | Grace Brown (AUS)                      | 12è                                    |
| 64                                     | Eugénie Duval (FRA)                    | 72è                                    |
| 65                                     | Maëlle Grossetête (FRA)                | 35è                                    |
| 66                                     | Marie Le Net (FRA)                     | 28è                                    |

| Le Col-Wahoo DRP | Le Col-Wahoo DRP              | Le Col-Wahoo DRP |
| ---------------- | ----------------------------- | ---------------- |
| Núm              | Ciclista                      | Pos              |
| 71               | Marjolein van 't Geloof (NED) | 57è              |
| 72               | Eluned King (GBR)             | DNF              |
| 73               | Maria Martins (POR) (ruta)    | 37è              |
| 74               | Flora Perkins (GBR)           | DNF              |
| 75               | April Tacey (GBR)             | 91è              |
| 76               | Gladys Verhulst (FRA)         | 59è              |

| Arkéa Pro Cycling Team ARK | Arkéa Pro Cycling Team ARK    | Arkéa Pro Cycling Team ARK |
| -------------------------- | ----------------------------- | -------------------------- |
| Núm                        | Ciclista                      | Pos                        |
| 81                         | Lucie Jounier (FRA)           | 69è                        |
| 82                         | Amandine Fouquenet (FRA)      | 30è                        |
| 83                         | Typhaine Laurance (FRA)       | DNF                        |
| 84                         | Marie Morgane le Deunff (FRA) | DNF                        |
| 85                         | Anaïs Morichon (FRA)          | 36è                        |
| 86                         | Greta Richioud (FRA)          | DNF                        |

| Ceratizit-WNT Pro Cycling WNT | Ceratizit-WNT Pro Cycling WNT      | Ceratizit-WNT Pro Cycling WNT |
| ----------------------------- | ---------------------------------- | ----------------------------- |
| Núm                           | Ciclista                           | Pos                           |
| 91                            | Maria Giulia Confalonieri (ITA)    | 84è                           |
| 92                            | Sandra Alonso Domínguez (ESP)      | 10è                           |
| 93                            | Franziska Brauße (GER)             | 78è                           |
| 94                            | Marta Lach (POL)                   | 22è                           |
| 95                            | Kathrin Schweinberger (AUT) (ruta) | DNF                           |
| 96                            | Lara Vieceli (ITA)                 | DNF                           |

| Team BikeExchange-Jayco BEX | Team BikeExchange-Jayco BEX | Team BikeExchange-Jayco BEX |
| --------------------------- | --------------------------- | --------------------------- |
| Núm                         | Ciclista                    | Pos                         |
| 101                         | Jessica Allen (AUS)         | DNF                         |
| 102                         | Teniel Campbell (TTO)       | 42è                         |
| 103                         | Nina Kessler (NED)          | DNF                         |
| 104                         | Ruby Roseman-Gannon (AUS)   | 52è                         |

| Canyon-SRAM Racing CSR | Canyon-SRAM Racing CSR | Canyon-SRAM Racing CSR |
| ---------------------- | ---------------------- | ---------------------- |
| Núm                    | Ciclista               | Pos                    |
| 111                    | Alice Barnes (GBR)     | 34è                    |
| 112                    | Shari Bossuyt (BEL)    | 48è                    |
| 113                    | Elise Chabbey (SUI)    | 4t                     |
| 114                    | Tiffany Cromwell (AUS) | 16è                    |
| 115                    | Lisa Klein (GER)       | 77è                    |
| 116                    | Sarah Roy (AUS)        | 41è                    |

| Valcar-Travel & Service VAL | Valcar-Travel & Service VAL | Valcar-Travel & Service VAL |
| --------------------------- | --------------------------- | --------------------------- |
| Núm                         | Ciclista                    | Pos                         |
| 121                         | Chiara Consonni (ITA)       | 25è                         |
| 122                         | Alice Maria Arzuffi (ITA)   | DNF                         |
| 123                         | Karolina Kumięga (POL)      | 55è                         |
| 124                         | Silvia Persico (ITA)        | DNF                         |
| 125                         | Ilaria Sanguineti (ITA)     | DNF                         |
| 126                         | Margaux Vigie (FRA)         | 71è                         |

| Liv Racing Xstra LIV | Liv Racing Xstra LIV        | Liv Racing Xstra LIV |
| -------------------- | --------------------------- | -------------------- |
| Núm                  | Ciclista                    | Pos                  |
| 131                  | Valerie Demey (BEL)         | 21è                  |
| 132                  | Alison Jackson (CAN) (ruta) | 13è                  |
| 133                  | Katia Ragusa (ITA)          | 88è                  |
| 134                  | Silke Smulders (NED)        | DNF                  |
| 135                  | Amber van der Hulst (NED)   | 38è                  |

| AG Insurance NXTG AGI | AG Insurance NXTG AGI   | AG Insurance NXTG AGI |
| --------------------- | ----------------------- | --------------------- |
| Núm                   | Ciclista                | Pos                   |
| 141                   | Mylene de Zoete (NED)   | DNF                   |
| 142                   | Senne Knaven (BEL)      | DNF                   |
| 143                   | Gaia Masetti (ITA)      | 68è                   |
| 144                   | Ilse Pluimers (NED)     | 23è                   |
| 145                   | Maud Rijnbeek (NED)     | 53è                   |
| 146                   | Eline Van Rooijen (NED) | DNF                   |

| Parkhotel Valkenburg PHV | Parkhotel Valkenburg PHV  | Parkhotel Valkenburg PHV |
| ------------------------ | ------------------------- | ------------------------ |
| Núm                      | Ciclista                  | Pos                      |
| 151                      | Femke Markus (NED)        | 18è                      |
| 152                      | Leonie Bos (NED)          | DNF                      |
| 153                      | Mischa Bredewold (NED)    | 58è                      |
| 154                      | Lieke Nooijen (NED)       | DNF                      |
| 155                      | Kirstie van Haaften (NED) | DNF                      |
| 156                      | Sofie van Rooijen (NED)   | DNF                      |

| EF Education-TIBCO-SVB TIB | EF Education-TIBCO-SVB TIB | EF Education-TIBCO-SVB TIB |
| -------------------------- | -------------------------- | -------------------------- |
| Núm                        | Ciclista                   | Pos                        |
| 161                        | Letizia Borghesi (ITA)     | DNF                        |
| 162                        | Tanja Erath (GER)          | 87è                        |
| 163                        | Clara Honsinger (USA)      | 29è                        |
| 164                        | Emma Langley (USA)         | DNF                        |
| 165                        | Abi Smith (GBR)            | 54è                        |
| 166                        | Magdeleine Vallieres (CAN) | 74è                        |

| Cofidis COF | Cofidis COF                   | Cofidis COF |
| ----------- | ----------------------------- | ----------- |
| Núm         | Ciclista                      | Pos         |
| 171         | Martina Alzini (ITA)          | 50è         |
| 172         | Victoire Berteau (FRA)        | 17è         |
| 173         | Alana Castrique (BEL)         | 20è         |
| 174         | Valentine Fortin (FRA)        | DNF         |
| 175         | Cédrine Kerbaol (FRA)         | 60è         |
| 176         | Gabrielle Pilote Fortin (CAN) | DNF         |

| Plantur-Pura ___ | Plantur-Pura ___               | Plantur-Pura ___ |
| ---------------- | ------------------------------ | ---------------- |
| Núm              | Ciclista                       | Pos              |
| 181              | Sanne Cant (BEL)               | 62è              |
| 182              | Manon Bakker (NED)             | 80è              |
| 183              | Kim de Baat (BEL)              | DNF              |
| 184              | Julie De Wilde (BEL)           | DNF              |
| 185              | Marion Norbert Riberolle (BEL) | 97è              |
| 186              | Aniek van Alphen (NED)         | 73è              |

| St Michel-Auber 93 AUB | St Michel-Auber 93 AUB | St Michel-Auber 93 AUB |
| ---------------------- | ---------------------- | ---------------------- |
| Núm                    | Ciclista               | Pos                    |
| 191                    | Elodie Le Bail (FRA)   | DNF                    |
| 192                    | Alison Avoine (FRA)    | 89è                    |
| 193                    | Simone Boilard (CAN)   | 61è                    |
| 194                    | Perrine Clauzel (FRA)  | 67è                    |
| 195                    | Barbara Fonseca (FRA)  | 70è                    |
| 196                    | Margot Pompanon (FRA)  | 65è                    |

| Uno-X Pro Cycling Team UXT | Uno-X Pro Cycling Team UXT  | Uno-X Pro Cycling Team UXT |
| -------------------------- | --------------------------- | -------------------------- |
| Núm                        | Ciclista                    | Pos                        |
| 201                        | Anniina Ahtosalo (FIN)      | 56è                        |
| 202                        | Susanne Andersen (NOR)      | 43è                        |
| 203                        | Hannah Barnes (GBR)         | 83è                        |
| 204                        | Julie Leth (DEN)            | 32è                        |
| 205                        | Amalie Lutro (NOR)          | 86è                        |
| 206                        | Mie Bjørndal Ottestad (NOR) | 95è                        |

| Stade Rochelais Charente-Maritime CMW | Stade Rochelais Charente-Maritime CMW   | Stade Rochelais Charente-Maritime CMW |
| ------------------------------------- | --------------------------------------- | ------------------------------------- |
| Núm                                   | Ciclista                                | Pos                                   |
| 211                                   | India Grangier (FRA)                    | 92è                                   |
| 212                                   | Noémie Abgrall (FRA)                    | 96è                                   |
| 213                                   | Frances Janse van Rensburg (RSA) (ruta) | 93è                                   |
| 214                                   | Anastassia Kalessava (BLR)              | DNF                                   |
| 215                                   | Kristina Nenadovic (FRA)                | DNF                                   |
| 216                                   | Maëva Squiban (FRA)                     | DNF                                   |

| Human Powered Health HPW | Human Powered Health HPW | Human Powered Health HPW |
| ------------------------ | ------------------------ | ------------------------ |
| Núm                      | Ciclista                 | Pos                      |
| 221                      | Mieke Kröger (GER)       | 75è                      |
| 222                      | Henrietta Christie (NZL) | 90è                      |
| 223                      | Katie Clouse (USA)       | DNF                      |
| 224                      | Evy Kuijpers (NED)       | 82è                      |
| 225                      | Makayla MacPherson (USA) | DNF                      |
| 226                      | Lily Williams (USA)      | 49è                      |

| Roland Cogeas-Edelweiss Squad CGS | Roland Cogeas-Edelweiss Squad CGS | Roland Cogeas-Edelweiss Squad CGS |
| --------------------------------- | --------------------------------- | --------------------------------- |
| Núm                               | Ciclista                          | Pos                               |
| 231                               | Hannah Buch (GER)                 | DNF                               |
| 232                               | Tamara Balabolina (RUS)           | 51è                               |
| 233                               | Rotem Gafinovitz (ISR)            | 94è                               |
| 234                               | Diana Klímova (RUS)               | DNF                               |
| 235                               | Aline Seitz (SUI)                 | DNF                               |
| 236                               | Olga Zabelínskaia (UZB)           | DNF                               |

## Premis econòmics
Després de la polèmica generada durant la primera edició a conseqüència de la gran diferència dels premis entre la versió femenina i la masculina de la prova, l'organització va millorar la dotació econòmica destinada a les corredores, gràcies al patrocini nominal de Zwift; però les quantitats seguien essent inferiors que per la cursa masculina. En aquest sentit, mentre que Elisa Longo Borghini va percebre 20.000€ pel seu triomf, el seu homòleg masculí (Dylan van Baarle) en va rebre 30.000. Així mateix, la dotació total per a la prova femenina era de 50.000€, mentre que per a la masculina n'eren 90.000.